# مسجد عیدگاه
مسجد عیدگاه میان باغ علیمردان و چمن حضوری در شهر کابل افغانستان قرار دارد. این مسجد در سال ۱۳۱۱ ه‍.ق بنا نهاده‌شده و کار تعمیر آن در سال ۱۳۱۵ ه‍.ق پایان یافت. در دیوار مسجد کتیبه سنگی وجود دارد که در آن تمام خصوصیات درج است. درین مسجد غیر از ادای نماز اجتماعات و جرگه‌های رسمی نیز برگزار می‌شد مثلاً جنگ با بریتانیا جهت استرداد استقلال افغانستان از منبر سنگی همین مسجد اعلان شد؛ و دیگر جرگه‌های قومی و فیصله‌های عمومی درهمین مسجد صورت می‌گرفت.
شرق باغ علیمردان و شمال‌غرب چمن حضوری این مسجد در چمن حضوری مقابل جوی مستان طرف جنوب پل محمود خان منطقه وسیع را اشغال نموده عمارت مسجد به صورت طولانی شمالاً جنوباً بداخل هفتاد وشش گنبد خورد ویک گنبد بزرگ و یک رشته رواق‌ها وکمانها ساخته شده و دارای منارها و محراب‌های منقش و یک محراب بزرگ مرکزی ودو محراب خورد پائینی بوده و ده مناره‌های خورد و بزرگ دارد. صرف سر گنبد بزرگ و سطحی آهن‌پوش بوده بقیه تمام گنبدهای مذکور کاهگل است و پیشروی مسجد به طول آن تراسره یا صوفه به فرش سنگ مرمر سفید دارا است. مسجد مذکور تقریباً یکمتر بلندتر از صحن حیاط ساخته شده و قبلاً صحن مسجد مذکور با دیوار خشتی محدود شده‌بود. به سمت شرق سه دروازه درآمد بزرگ با کمان‌های گج‌بری شده و تزئین شده که دارای اصالت تاریخی بود و جود داشت. متأسفانه بعد از کودتای ثور ۱۳۵۷ ازبین رفت و گل و بته و درخت آن کشیده‌شد صحن حیاط قیر و بتن گردیده‌ بود ، اما بعد در دوارن داکتر محمد اشرف غنی ریس جمهوری این کشور دوباره بازسازی شد و تمام جذییات قبلی خود را به خود گرفت دروازه ها خشتی ساخته شد و هم چنان صحن آن مسجد دوباره گل و چمن کاشته شد است .